# Шторм над Тибетом
«Шторм над Тибетом» (англ. Storm Over Tibet) — американский чёрно-белый приключенческий фильм, снятый режиссёром Эндрю Мартоном в 1952 году на студии Columbia Pictures.
Премьера фильма состоялась в июле 1952 года.

## Сюжет
Действие происходит во время Второй мировой войны. Пилот Дэвид Симмс занимается авиаперевозками между Индией и Китаем через Гималаи. Однажды он вынужден пропустить рейс, и его заменяет лучший друг Билл Марч.
Самолёт Марча не смог добраться до конечного пункта и потерян на трассе, Д. Симмс чувствует себя виновным в случившейся трагедии. Вернувшись в Америку, он встречает вдову друга Элейн. Между ними вспыхивают чувства, и они женятся. Затем молодые отправляются на Тибет, чтобы выяснить судьбу пропавшего Билла Марча. Во время поисков в их руки попадает таинственная тибетская маска…

## В ролях
- Дайана Дуглас — Элейн Марч Симмс
- Рекс Джордж Ризон — Дэвид Симмс, пилот
- Майрон Хили — Билл Марч, пилот
- Роберт Карнес — радист
- Строзер Мартин — второй пилот
- Гарольд Майкл Фонг — сержант Ли
- Гарольд Дайренфорт — профессор Фабер
- Джармила Мартон — миссис Фабер
- Джон Додсворт —  Маллой
- Уильям Шаллерт — Айлен
- Марселла Консепсьон — Верховный Лама
- Реджинальд Лал Сингх — эпизод
- Джон Дако — эпизод
- Максин Довят — эпизод

В фильме использованы кадры, снятые Эндрю Мартоном во время Международной Гималайской экспедиции 1934 года во главе с Норманом Диренфортом.